# Watching Dallas
Watching Dallas: soap opera and the melodramatic imagination (Nederlands: Het geval Dallas) is een bekend onderzoek uit 1985 van de Nederlands/Javaanse cultuurwetenschapper Ien Ang. In het boek wordt de receptie van de Amerikaanse soapserie Dallas onderzocht aan de hand van reacties op een advertentie in de Viva.
In de Viva plaatste Ang de volgende advertentie (in het Engels, zoals Ang in haar oorspronkelijke onderzoek schreef):
I like watching Dallas, but often get odd reactions to it.
Would anyone like to write and tell me why you like watching it too, or dislike it? 
I would like to assimilate these reactions in my university thesis. 
Please write to [...]
Deze advertentie leverde 42 reacties op, variërend van korte berichtjes tot lange betogen. Eén brief was afkomstig van twee jongens en twee meisjes, twee brieven waren geschreven door twee meisjes en de rest werd door individuele vrouwen ingestuurd. Eén brief was anoniem, de andere waren voorzien van in ieder geval de volledige namen van de zenders.
In haar onderzoek bestudeert Ang deze brieven vanuit de vraag: Hoe ervaren kijkers Dallas?. Daarbij tekent zij zelf wel aan dat tweeënveertig Viva-lezers niet als representatief kunnen worden gezien voor het gehele Dallas-publiek en dat een geschreven brief niet per definitie de gehele kijkervaring blootlegt. Veel van een ervaring blijft namelijk impliciet.
Watching Dallas past binnen de Cultural Studies, een studierichting die in de jaren 70 ontstond en die ervan uitgaat dat betekenis van een cultureel product grotendeels door de kijker/lezer wordt voortgebracht (en dus niet enkel bij de 'maker' van het product ligt). Angs studie was binnen de Cultural Studies toonaangevend, omdat het op een ongekende wijze, namelijk middels haar advertentie, het publiek betrok bij de betekenisgeving van een televisieprogramma.